# Sistema di trasmissione (telecomunicazioni)

Un sistema di trasmissione è un insieme di elementi, mezzi fisici trasmissivi tipicamente impiegato per il trasporto dell'informazione tra due punti distinti di una rete di telecomunicazioni (nodi di scambio, centrali, singoli utenti).

## Descrizione
È possibile trasmettere dati a distanza, facendo variare qualche caratteristica del mezzo di comunicazione scelto.

Ad esempio, se si sceglie un cavo metallico si può variare la tensione applicata a un'estremità.
Questa variazione si propagherà, lungo il mezzo di trasmissione, fino ad arrivare all'altro capo, dove verrà rilevata ed interpretata secondo regole prestabilite.

### Trasmettitore

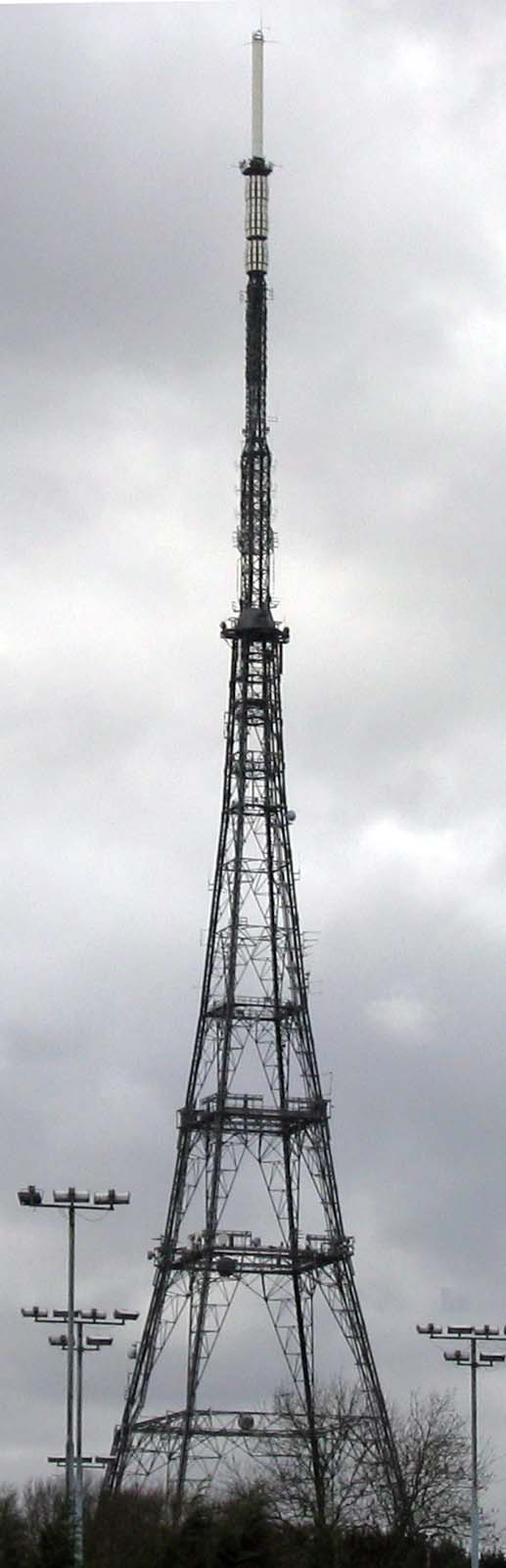
Antenna della stazione trasmittente Crystal Palace a Londra

Un trasmettitore, nelle telecomunicazioni, è un dispositivo elettronico in grado di trasmettere segnali a distanza, mediante l'emissione di segnali elettrici nel caso di trasmissioni elettriche cablate oppure onde elettromagnetiche ad alta frequenza modulate (radio e televisione), ultrasuoni o luce infrarossa nel caso di trasmissioni radio o via cavo (fibra ottica). Sul lato opposto in ricezione solitamente è posto un ricevitore.

### Canale
Un canale di telecomunicazione, nell'ambito delle telecomunicazioni, è in generale una via di comunicazione o propagazione di un segnale, assumendo poi una varietà di significati più o meno specifici in base al contesto, comunque complementari tra loro. Si tratta di un elemento logico e fisico indispensabile all'interno di un sistema di telecomunicazioni cioè nell'apparato deputato alla trasmissione a distanza dell'informazione tra utenti oppure all'interno di apparati elettronici dando vita ai cosiddetti bus di collegamento dati tra sottosistemi elettronici.

### Ricevitore
In telecomunicazioni il ricevitore è quell'apparato o sottosistema elettronico terminale che fa parte di un sistema di telecomunicazioni, adibito a ricevere i segnali informativi ad esso in input provenienti dal canale di comunicazione, rappresentato dal mezzo trasmissivo, e trasmessi a monte dal trasmettitore.

### Segnali
I segnali 

Segnale sinusoidale

sono grandezze fisiche che variano nel tempo e a cui è affidato il trasporto di informazione a distanza sul canale o mezzo trasmissivo; essi possono essere sia analogici che digitali. Un segnale analogico può assumere con continuità qualunque valore e l'informazione viene direttamente impressa su una qualche grandezza caratteristica del segnale (ampiezza, fase, etc.); al contrario in un segnale digitale l'informazione è codificata mediante un insieme di valori discreti che il segnale può assumere (ad esempio '1' e '0').. In particolare sono segnali che trasportano informazione i segnali che variano in maniera aleatoria nel tempo secondo appunto l'informazione da trasmettere.
Tipicamente un segnale informativo generato da un apparato trasmittente è sempre di tipo elettrico, eventualmente successivamente convertito o trasdotto in segnale acustico e trasmesso direttamente in etere (segnale audio) oppure in segnale elettromagnetico (ottico, a microonde o a radiofrequenza) e trasmesso sul mezzo radio o in strutture guidanti. In quest'ultimo caso in ricezione avviene il processo inverso di riconversione in segnale elettrico poi trasdotto in segnale acustico o visivo (segnale audio e/o video) per l'utente finale.

### Mezzi trasmissivi
I mezzi trasmissivi sono di 3 tipi:

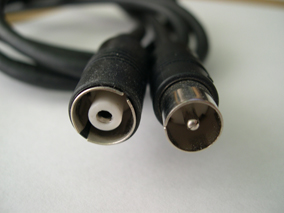
Cavo coassiale

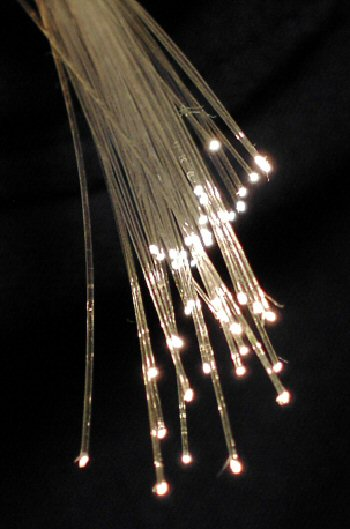
Fibra ottica

- mezzi elettrici (doppini, cavi coassiali);
- mezzi ottici (fibre ottiche);
- mezzi wireless (aeree).

In ogni caso il fenomeno fisico utilizzato è l'onda elettromagnetica.
Tale onda si propaga da sorgente a destinazione in modi diversi a seconda del mezzo utilizzato;
Nel caso dei mezzi wireless, le onde radio si propagano liberamente, mentre nei mezzi elettrici, come in quelli ottici, la propagazione del segnale è guidata.
Tutti questi mezzi introducono alterazioni del segnale (attenuazione, distorsione, rumore), dovute alle proprietà fisiche dei materiali.

### Trasmissione
Il termine trasmissione, nel campo delle telecomunicazioni e dell'informatica, indica il processo e le modalità/tecniche finalizzate all'invio di informazione, tramite impulsi elettrici e segnali codificati, su un canale fisico di comunicazione da un mittente ad uno o più destinatari.
Essa è resa possibile da apparecchiature elettroniche di ricetrasmissione ovvero da un trasmettitore e da un ricevitore poste agli estremi del canale di comunicazione e che insieme definiscono genericamente un sistema di telecomunicazioni. In generale questo processo subisce le caratteristiche trasmissive del canale di comunicazione stesso che altera più o meno l'informazione trasmessa e vincola allo stesso tempo i rispettivi parametri di trasmissione. Centrale per il trasporto di informazione è il concetto di segnale portante e modulazione.

#### Trasmissione analogica
In telecomunicazioni con il termine trasmissione analogica si indica un particolare tipo di trasmissione in cui l'informazione da trasmettere sotto forma di segnali sul canale di comunicazione dal mittente al/ai destinatario/i rimane costantemente in forma analogica a partire dalla sorgente analogica. Si contrappone alla trasmissione digitale dove l'informazione è convertita e trattata in maniera digitale prima e dopo la trasmissione sul canale analogico. Una trasmissione analogica può essere implementata su qualunque tipo di mezzo trasmissivo ovvero sia in comunicazioni cablate (comunicazioni elettriche e comunicazioni ottiche) sia su comunicazioni radio.

#### Trasmissione digitale

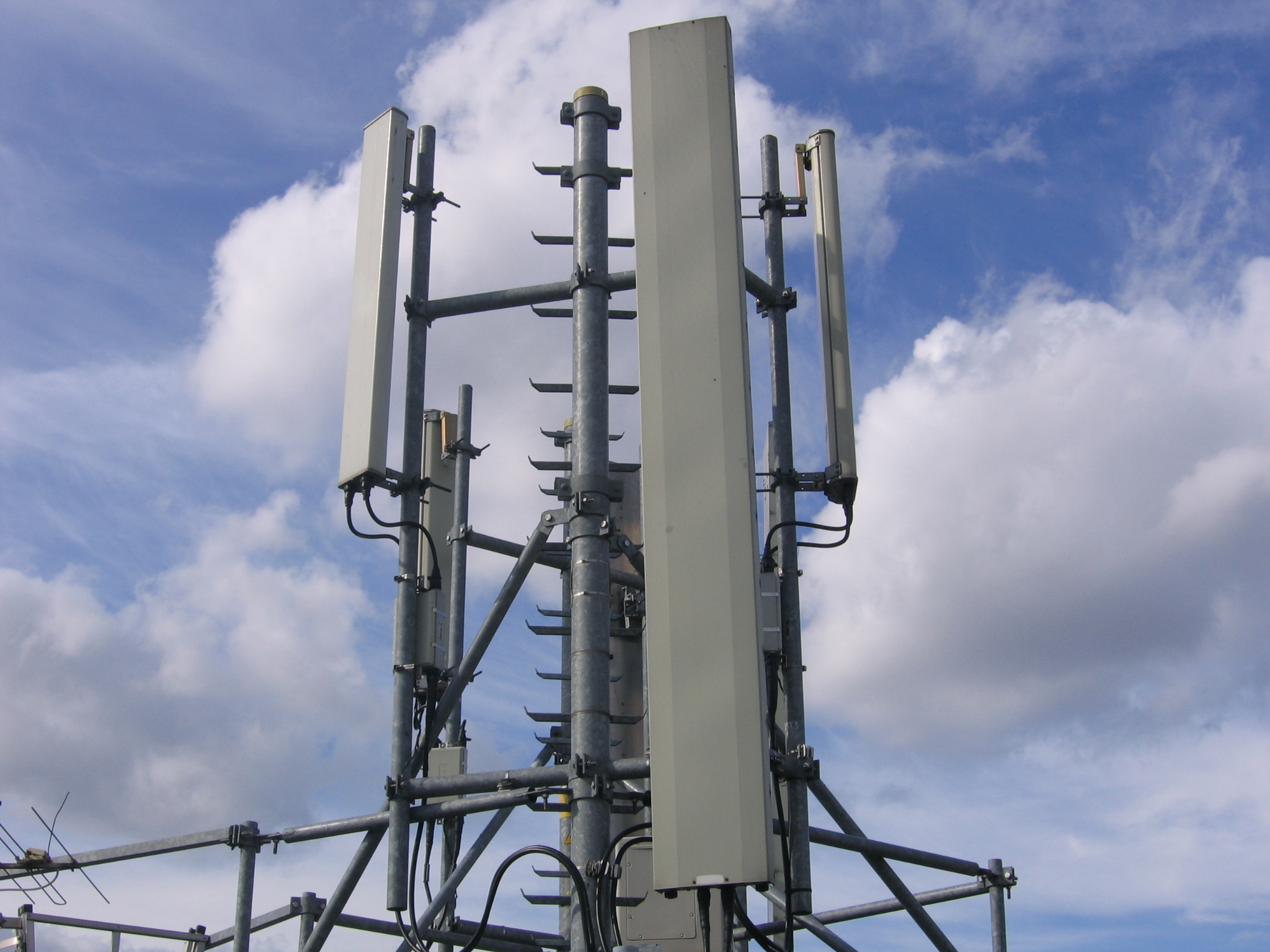
Antenne rice-trasmittenti di una stazione radio base GSM di telefonia mobile cellulare

I segnali digitali sono costituiti da un insieme di segnali elementari distinti e definiti. Per trasmettere dei messaggi elementari è necessario farli corrispondere a segnali elementari con diverse forma d'onda (discretizzazione sulla forma), oppure, si può stabilire la forma d'onda e farne variare l'ampiezza (discretizzazione sull'ampiezza). Il sistema adottato per la trasmissione digitale è la discretizzazione sulla forma. In generale, viene stabilito un alfabeto di N simboli, tra i quali è possibile scegliere in base al messaggio da trasmettere. Il destinatario, interpreterà i simboli in base allo stesso alfabeto. Rispetto a una trasmissione analogica, quella digitale non ha bisogno di apparecchiature specifiche in base al tipo di segnale, ha una maggiore resistenza agli errori, perché porta informazioni solo nei livelli che assume, ed è possibile ridurre la probabilità di errore fino quasi ad annullarla.

#### Codifica/decodifica
Nelle trasmissioni digitali, pur rimanendo il canale di comunicazione di tipo analogico, il segnale sorgente viene convertito in formato digitale e successivamente trattato con elaborazioni particolari quali la codifica di sorgente, la codifica di canale, la codifica crittografica e la codifica di linea prima della riconversione in formato analogico da parte del modulatore numerico per la trasmissione sul canale ad onde continue. In ricezione il ricevitore opererà come al solito in maniera duale ovvero inversa, ricostruendo il segnale digitale tramite una demodulazione numerica per poi applicare una decodifica di canale, una decodifica di sorgente ed una decifratura, fino alla riconversione finale in formato analogico.

#### Modulazione/demodulazione

Grafico animato che rappresenta l'effetto della modulazione di frequenza di un segnale sinusoidale trasmesso su onde modulate secondo l'ampiezza (AM) e secondo la frequenza (FM)

Un problema che è necessario risolvere prima della trasmissione è sicuramente quello della banda del segnale.
Infatti, in alcuni casi ci troviamo a dover trasmettere un segnale  con una banda molto ampia in un mezzo con una banda passante troppo stretta; per questo motivo i segnali devono essere modulati, cioè adattati al mezzo. 
La modulazione consiste nel variare alcuni parametri di un segnale portante, in particolare possiamo avere:
- Modulazione in ampiezza ASK
- Modulazione in frequenza FSK
- Modulazione in fase PSK

#### Amplificazione/deamplificazione
Un amplificatore, in elettronica e telecomunicazioni, è un dispositivo atto a variare l'ampiezza di un segnale di un fattore moltiplicativo comunemente indicato come guadagno (A), solitamente espresso in dB.
Si tratta di un dispositivo di tipo attivo (alimentato), ovvero che assorbe energia per ottenere la suddetta funzionalità di amplificazione, che di fatto significa aumento dell'energia del segnale. Più specificamente, un generico amplificatore (lineare) ha un ingresso a cui è applicato il segnale da amplificare ed una uscita da cui viene prelevato il segnale amplificato, di ampiezza pari ad A volte il segnale originale. Se il guadagno dell'amplificatore non è costante, ma varia in base a determinate caratteristiche del segnale, si parla di amplificatore non lineare. Il loro uso si rende spesso necessario per far fronte all'eccessiva attenuazione del segnale lungo il canale di comunicazione o in generale nel sistema in cui esso transita.

### Disturbi introdotti

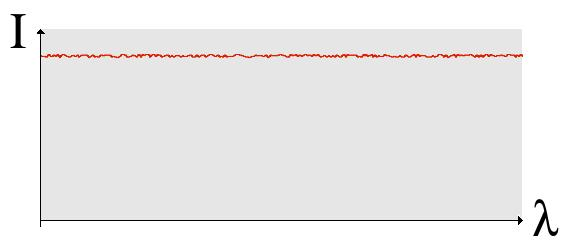
Spettro di rumore bianco

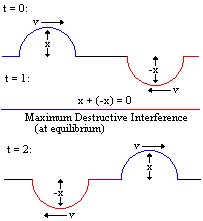
Interferenza distruttiva

Un mezzo trasmissivo offre una resistenza al passaggio del segnale, dovuta alle proprietà fisiche dei materiali che lo compongono.
A seconda del tipo di cavo avremo:
- Attenuazione, cioè la perdita di energia subita dal segnale durante la propagazione. Nei cavi e nell'aere il segnale decade in rapporto con la distanza;
- Distorsione da ritardo, questa alterazione è causata dal fatto che armoniche a frequenze diverse viaggiano a velocità diverse, quindi alcune armoniche arriveranno prima di altre.
- Rumore, è un segnale indesiderato che disturba la trasmissione ed è dovuto all'azione della temperatura che fa muovere gli elettroni nel mezzo;
- Interferenza,  indica la sovrapposizione di un segnale indesiderato nella ricezione di un segnale informativo trasmesso, con effetto finale della distorsione del contenuto informativo presente sul segnale utile.
- Diafonia, è causata dall'impedenza induttiva, cioè dal fatto che un segnale elettrico che attraversa una spira genera un campo elettrico che disturba le trasmissioni vicine;
- Rumore di impulso, dovuto alla presenza di picchi sulla linea;
- Dispersione cromatica, è un fenomeno fisico che causa la separazione di un'onda in componenti spettrali con diverse lunghezze d'onda, a causa della dipendenza della velocità dell'onda dalla lunghezza d'onda nel mezzo attraversato.
- Dispersione modale

## La rete

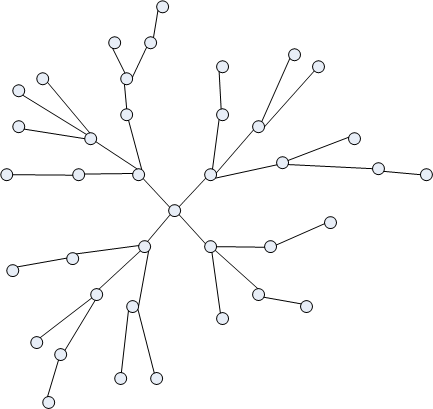
Esempio di una rete di telecomunicazioni formata da interconnessioni tra dispositivi.

Un insieme di più trasmettitori, ricevitori o ricetrasmettitori che comunicano tra loro prende il nome di rete. Questa può essere una rete fissa cablata con terminali fissi oppure una rete mobile con accesso radio da parte di terminali mobili. In questi casi le funzionalità logico/fisiche di trasmissione/ricezione non sono di per sé sufficienti ovvero non sono le uniche funzioni in grado di assicurare il funzionamento della rete nella sua interezza in quanto sono necessarie funzionalità aggiuntive quali ad esempio l'accesso al mezzo di trasmissione condiviso tra più utenti, la commutazione nei nodi di transito ovvero l'indirizzamento/instradamento, l'affidabilità della comunicazione se non precedentemente garantita, e l'interfacciamento con l'utente, il tutto secondo uno schema logico noto come architettura di rete.
In particolare una rete di telecomunicazioni a commutazione di circuito consiste di almeno due terminali interconnessi tramite uno o più nodi intermedi (come ad esempio gli switch) che stabiliscono una connessione punto-punto ricreando un circuito fisico dedicato: è questo il caso della rete telefonica generale. Le reti di telecomunicazioni a commutazione di pacchetto consistono invece di due o più nodi di rete terminali interconnessi tramite nodi intermedi (come ad esempio i router) necessari per convogliare l'informazione verso il giusto destinatario: è questo il caso delle reti dati. Per entrambi i tipi di rete può essere necessario l'utilizzo di uno o più ripetitori per amplificare o rigenerare un segnale quando questo viene trasmesso per lunghe distanze.
L'evoluzione tecnologica ha portato verso la convergenza tra i due tipi di rete dando così vita a una rete multiservizi integrata che impiega un'unica infrastruttura. Questo, unito alla disponibilità di tecnologie di trasmissione ad alta capacità e velocità, ha consentito la forte diffusione dell'ICT e lo sviluppo di attività come la new economy e di nuove applicazioni come l'Internet delle cose.

## Esempi
Un esempio di sistema di trasmissione PDH è il sistema di linea a 565 Mb/sec.
Un esempio di sistema di trasmissione SDH è l'anello SDH.

### Sistemi di telecomunicazione
I sistemi di comunicazione fondamentali sono i seguenti:
- sistema telefonico
- sistema radiofonico
- sistema televisivo
- sistema di trasmissione dati